# Sophia Kruithof
Sophia Kruithof (6 mei 2002) is een Nederlandse singer-songwriter.

## Biografie
Kruithof komt uit een muzikaal gezin. Op haar achtste zat ze in een kinderkoor van de lokale muziekschool. Op haar twaalfde nam ze drie covers op in een studio van producer Arno Krabman. Een paar jaar voor haar deelname aan The voice of Holland in 2019, nam ze zanglessen en begon ze eigen muziek te schrijven.
Ze kreeg landelijke bekendheid in 2019 door haar deelname aan het tiende seizoen van The voice of Holland. Tijdens de blind auditions en in de finale vertolkte zij het nummer Vincent van Don McLean en begeleidde zichzelf daarbij op gitaar. Tijdens een van de voorrondes zong ze haar zelfgeschreven eerste single Alaska, die ze in de finale nogmaals vertolkte. Uiteindelijk won ze in februari 2020 de finale, waarna ze onder meer een platencontract kreeg.
Een in het najaar van 2020 geplande clubtour werd afgelast vanwege de beperkende maatregelen omtrent de coronacrisis.
In 2020 nam ze voor Rabobank het openingsnummer van de tv-serie Cheers opnieuw op voor een reclamespotje van de bank, dat ze vervolgens ook als single uitbracht. Tevens trad ze op tijdens het Kinderprinsengrachtconcert.
In januari 2021 bracht ze een nieuwe single, genaamd Runaway, uit. In augustus 2021 bracht ze een single in het Nederlands uit, genaamd Mooiste. Ook bracht ze in 2021 haar eerste ep uit genaamd The Cover Sessions (Songs I Wish I'd Written), met daarop een viertal covers.

## Discografie

### Ep
- The Cover Sessions (Songs I Wish I'd Written), 2021

### Singles
- Alaska
- Where Everybody Knows Your Name (cover), 2020
- Runaway, 2021
- Licht & Donker (cover), 2021
- When The Party's Over (cover), 2021
- Cherry (cover), 2021
- Voor Je Deur (cover), 2021
- Mooiste, 2021